# Дуатлон
Дуатлон — це легкоатлетичне змагання, що складається з трьох етапів: бігу, велогонки та ще одного бігового етапу, і проходить у форматі, подібному до тріатлону. На міжнародному рівні цим видом спорту керує Міжнародний союз тріатлону.

## Формат та дистанції
Дуатлон проводиться на спринтерській, стандартній, середній чи довгій дистанціях. Нижче наведено дистанціїї, які вважаються типовими для цього виду спорту, проте окремі змагання можуть відрізнятися.
- Спринтерська дистанція — біг 5 км, велосипед 20 км, біг 2,5 км.
- Стандартна дистанція — біг 10 км, велосипед 40 км, біг 5 км.
- Середня дистанція — біг 10 км, велосипед 60 км, біг 10 км.
- Дальня дистанція — біг 10 км, велосипед 150 км, біг 30 км.

### Дуатлон на бездоріжжі
Дуатлон на бездоріжжі — це форма дуатлону, де учасники мають подолати дистанцію, пройшовши етап кросу, далі — етап їзди на гірському велосипеді, і знову етап кросу. Дуатлон на бездоріжжі відрізняється від звичайного дуатлону тим, що місцевість для велосипедних та бігових етапів, як правило, неасфальтована, пересічена, дуже крута та горбиста. Такі змагання вимагають іншої техніки, ніж у звичайному дуатлоні, і спортсмени використовують гірські, а не шосейні, велосипеди.

## Схожі види спорту
Дуатлон найбільше схожий на тріатлон, а ключова відмінність полягає в заміні плавального етапу другим забігом. Іншими видами спорту, похідними від тріатлону, є акватлон, який поєднує плавання та біг, але не включає велозаїзд, та аквабайк, який включає плавання та велозаїзд, але не включає біг.

## Командний дуатлон

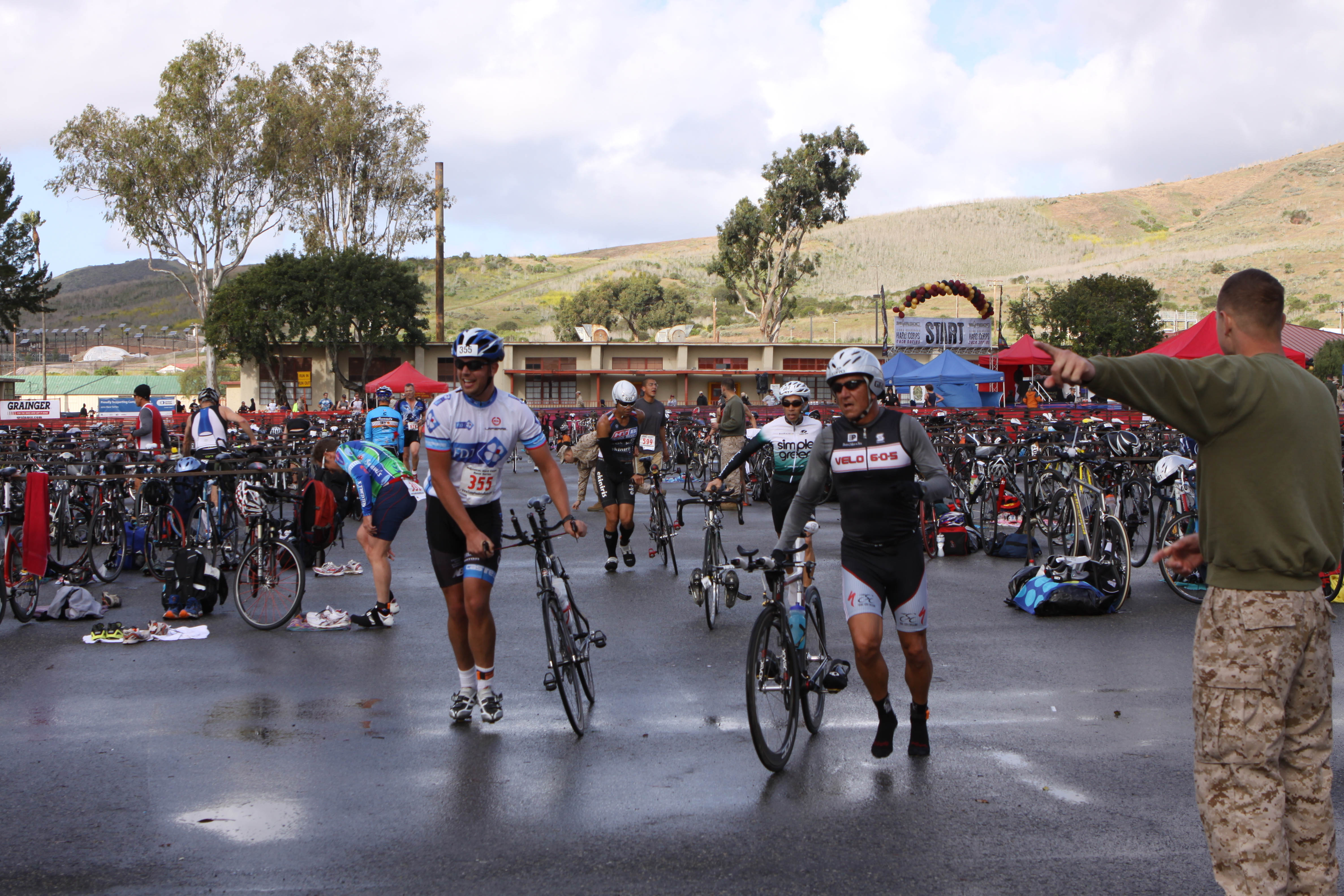
Транзитна зона біг-велоїзда під час змагання з дуатлону

У цьому варіанті біг і їзда на велосипеді мають виконуватися командою одночасно, а команда має складається з заздалегідь визначеної кількості осіб. Біжить лише один із членів команди, а решта команди їдуть на велосипедах. Члени команди мають бути разом у будь-який момент часу, але між самими членами команди дозволяється обмін завданнями з бігу та їзди на велосипеді.
Завдання полягає в тому, щоб чергуватися і бігти з оптимальною швидкістю, щоб дістатися фінішу першими. Це вимагає чіткої координації між усіма членами команди, що своєю чергою і робить цей вид спорт захопливим. Прикладом змагань із командного дуатлону є Стокілометровий дуатлон, змагання з якого відбуваються навколо Дрездена і є найстарішими в Німеччині змаганнями такого роду.

## Відомі змагання
Міжнародний союз тріатлону щорічно організовує Чемпіонат світу з дуатлону, змагання проходять із 1990 року. З 2017 року він є частиною Чемпіонату світу з мультиспорту, хоча у 2021 році його провели як окремий захід через те, що власне Чемпіонат світу з мультиспорту було скасовано.
Powerman Duathlon — провідна світова серія змагань з дуатлону, в рамках якої щороку проходить 10-20 змагань на середні та довгі дистанції по всьому світу. Серія включає національні, континентальні та світові чемпіонати, а також численні серійні перегони, в яких нараховуються очки для визначення переможця серії в кінці сезону після чемпіонату світу у вересні.

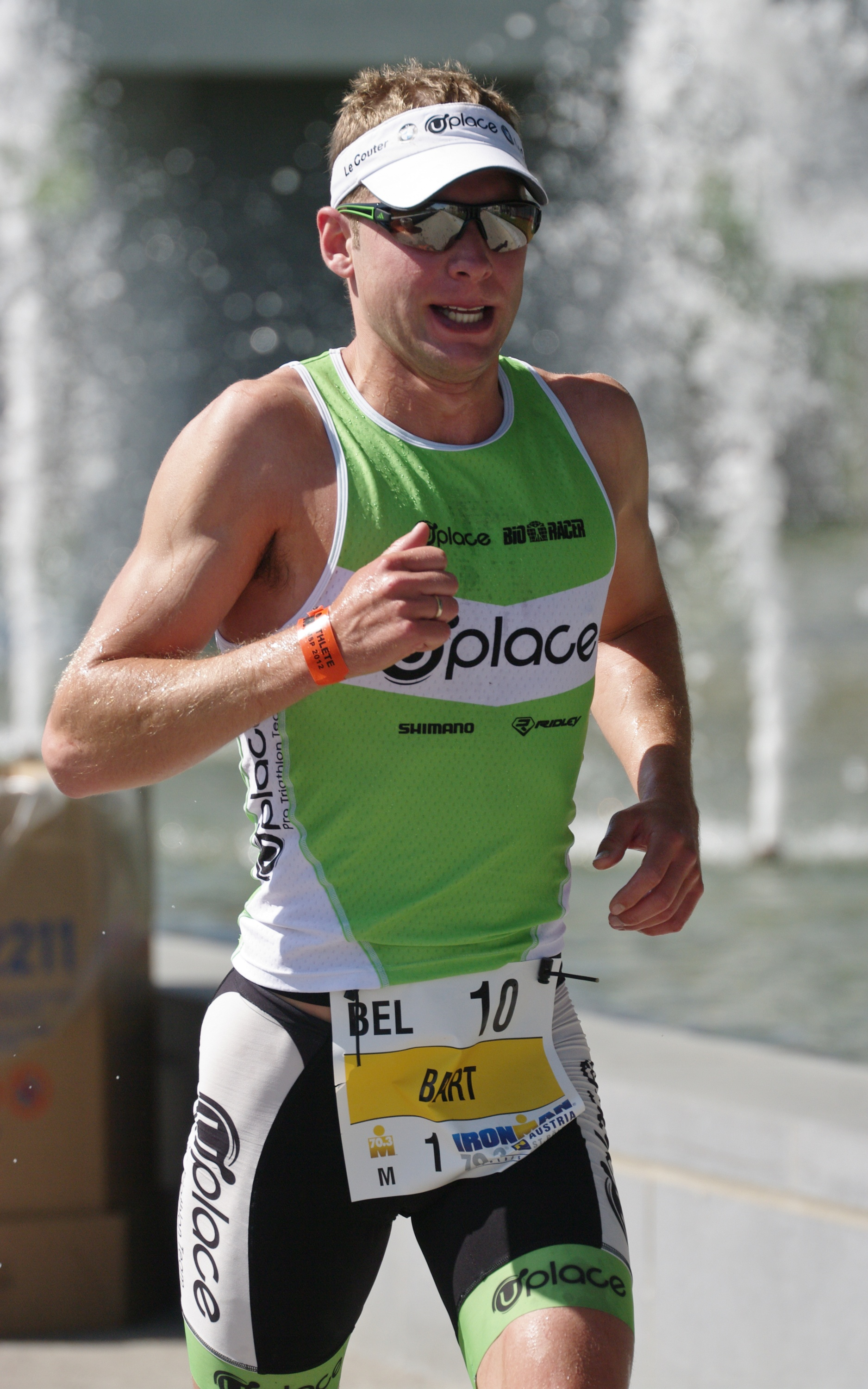
Барт Ернаутс, чемпіон Європи 2013 року з дуатлону

Найбільшим змаганням із дуатлону у світі станом на 2025 рік є Лондонський дуатлон 2023, який відбувся 3 вересня 20323 року в Річмонд-парку, графство Суррей і участь у якому взяли більше 4000 осіб.